# Буферная группа
Буферная группа — группа в РКП(б), сформировалась в 1920—1921 годах в ходе дискуссии о профсоюзах.
Буферная группа выступала за примирение всех фракций и групп, таких как «рабочая оппозиция», группа сторонников Л. Д. Троцкого, группа «демократических централистов» и «платформа 10-ти» (В. И. Ленин, Я. Э. Рудзутак, И. В. Сталин, М. И. Калинин, Г. И. Петровский, Ф. А. Сергеев (Артем), М. П. Томский, Л. Б. Каменев, С. А. Лозовский, Г. Е. Зиновьев).
Во главе буферной группы стояли Н. И. Бухарин, Ю. Ларин (Лурье), Г. Я. Сокольников, Е. А. Преображенский.
Идейно буферная группа была близка к сторонникам Троцкого.